# Tótfalu (Horvátország)
Tótfalu (horvátul: Totovec) falu Horvátországban, Muraköz megyében. Közigazgatásilag Csáktornyához tartozik.

## Fekvése
Csáktornya központjától 5 km-re délre, a Dráva bal partja közelében fekszik.

## Története
1478-ban említik először, mint a csáktornyai uradalom részét. Hunyadi Mátyás Ernuszt János budai nagykereskedőnek és bankárnak adományozta, aki megkapta a horvát báni címet is. 1540-ben a csáktornyai Ernusztok kihalása után az uradalom rövid ideig a Keglevich családé. 1546-ban I. Ferdinánd király a későbbi szigetvári hősnek Zrínyi Miklósnak adta.
Miután Zrínyi Pétert 1671-ben felségárulás vádjával halálra ítélték és kivégezték minden birtokát elkobozták, így a birtok a kincstáré lett.  1715-ben III. Károly a Muraközzel együtt gróf Csikulin Jánosnak adta zálogba, de a király 1719-ben szolgálatai jutalmául elajándékozta Althan Mihály János cseh nemesnek. 1791-ben a csáktornyai uradalommal együtt a Festeticsek vásárolták meg.
Vályi András szerint " TOTOVECZ. Horvát falu Szala Várm. földes Ura Gr. Álthán Uraság, lakosai katolikusok, fekszik Nedelitzhez nem meszsze, és annak filiája; határja meglehetős."
1910-ben 375, túlnyomórészt horvát lakosa volt. A trianoni békeszerződésig Zala vármegye Csáktornyai járásához tartozott, majd a délszláv állam része lett. 1941 és 1945 között újra Magyarországhoz tartozott. 2001-ben 529 lakosa volt.

## Nevezetességei
A Szent Kereszt kápolna a drávaújfalui plébánia fíliája.

## Külső hivatkozások
- Csáktornya város hivatalos oldala
- A Muraköz történeti kronológiája Archiválva 2010. július 31-i dátummal a Wayback Machine-ben
- Tótfalu adózói 1715-ben[halott link]
- A megújított Szent Kereszt kápolna megáldása[halott link]